# Franz Sigrist
Pour les articles homonymes, voir Sigrist.
Franz Sigrist, né le 23 mai 1727 à Vieux-Brisach et mort le 21 octobre 1803 à Vienne (Autriche), est un peintre et graveur autrichien.

## Biographie
Formé par Paul Troger à l'Académie de Vienne, Franz Sigrist développe un style rococo qui laisse également supposer un séjour en Italie. Ses œuvres sont par ailleurs influencées par les manières de Franz Anton Maulbertsch et Josef Ignaz Mildorfer. Établi à Vienne, il séjourne à Augsbourg de 1754 à 1762 où il est peintre de cour de l'évêque. Membre de l’Académie des arts et des sciences à partir de 1754 il fut nommé en 1755 professeur de peinture. Sigrist est principalement connu pour ses gravures et ses peintures d'inspiration religieuse. Aussi créateur des fresques remarquables Franz Sigrist est connu avant tout pour les trois fresques impressionnantes du plafond dans le vestibule de la cathédrale Zwiefalten au Bade-Wurtemberg (1758) et pour sa grande fresque du plafond de la salle des fêtes à l’université de Eger (Hongrie) représentant les quatre facultés appartenant déjà à la première période du classicisme (1781).